# 1986 JA
1986 JA är en asteroid i huvudbältet som upptäcktes den 2 maj 1986 av Köpenhamn-observatoriet vid Brorfelde-observatoriet.
Asteroiden har en diameter på ungefär 9 kilometer.